# Sheet Harbour
Sheet Harbour est une communauté rurale de la région d'Eastern Shore (en) en Nouvelle-Écosse au Canada. Elle fait partie de la municipalité régionale de Halifax et est située le long de la promenade Marine (en) sur la route 7 à environ 117 km au nord-est de Halifax. Sheet Harbour est un hub commercial, économique et d'éducation pour environ 5 500 personnes. Adjacent à la communauté, se situe le port industriel de Sheet Harbour, un important port en eau profonde régional.

## Géographie
Sheet Harbour fait partie de la région d'Eastern Shore (en) de la municipalité régionale de Halifax. La communauté couvre une superficie de 188,38 km2.
Deux rivières débouchent dans le port englobé par la communauté : la rivière ouest est la rivière Est.

## Vivre à Sheet Harbour

### Éducation

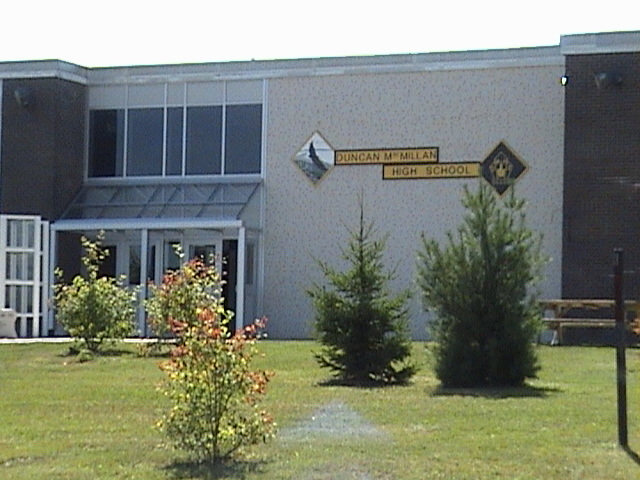

Sheet Harbour a deux écoles : Sheet Harbour Consolidated School (en) et Duncan MacMillan High School (en).

### Santé
Sheet Harbour a un hôpital, l'Eastern Shore Memorial Hospital.

## Annexe